# William Frischkorn
William "Will" Frischkorn (Charlottesville, Virgínia, 10 de juny de 1981) va ser un ciclista estatunidenc, professional des del 2000 fins al 2009.

## Palmarès en carretera
- 1998
  -  Campió dels Estats Units júnior en ruta
  - 1r al Tour de l'Abitibi
- 2003
  - 1r al Tour de Delta i vencedor d'una etapa
- 2004
  - 1r a la Colorado Classic i vencedor de 2 etapes
- 2005
  - Vencedor d'una etapa del Tour de Martinica
- 2007
  - 1r a l'Univest Grand Prix

### Resultats al Tour de França
- 2008. 133è de la classificació general

## Palmarès en pista
- 2006
  -  Campió dels Estats Units en persecució per equips (amb Michael Creed, Michael Friedman i Charles Bradley Huff)